# Sujana Bai Bhonsle
Sujana Bai Bhonsle, död efter 1738, var regerande drottning av marathariket Thanjavur mellan 1737 och 1738.
Hon besteg tronen som änka efter kung Ekoji II. Hon förjagade pretendenten Katturaja. Denna slöt allians med fransmännen, som sedan avsatte henne till hans förmån.